# Carthago Nova

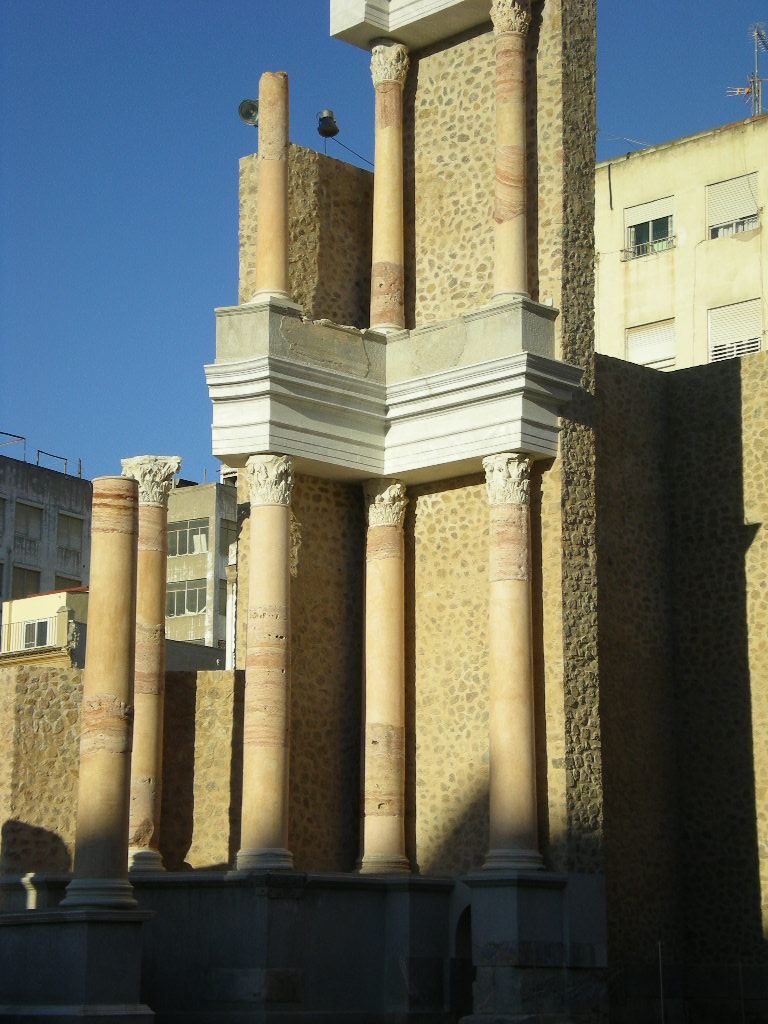
Reste des römischen Theaters der Stadt

Carthago Nova war eine antike Stadt im heutigen Spanien. Die Stadt liegt in einer silber- und eisenreichen Gegend und hatte einen hervorragenden Hafen, was ihr schon früh Vorteile brachte. Es handelt sich um das heutige Cartagena.

## Geschichte
Die Stadt ist von dem Karthager Hasdrubal um 230 v. Chr. an Stelle einer iberischen Siedlung gegründet worden und erhielt den Namen Qart-ḥadašt (Karthago). In den 20 Jahren ihres Bestehens als karthagische Stadt entwickelte sie sich zur bedeutendsten Stadt auf der Iberischen Halbinsel. Die karthagische Stadt ist zum Teil durch Ausgrabungen und Beschreibungen bekannt. Nach Appian gab es eine Zitadelle und eine Agora. Polybios berichtet, dass bei der römischen Eroberung der Stadt 2000 Künstler gefangen wurden. Ausgrabungen zeigen, dass die punische Stadt auf einem schachbrettartigen Stadtplan errichtet wurde, wobei es geländebedingte Unregelmäßigkeiten gab. Bei Ausgrabungen konnten vor allem mächtige Stadtmauern, Werkstätten und Lager gefunden werden, während bisher kaum Wohnbauten zu Tage kamen. Die Stadt wurde im Jahr 210/209 v. Chr. von Scipio Africanus eingenommen.
Seit dem Ende des 2. Jahrhunderts v. Chr. wurde die Stadt von den Römern neu besiedelt und erhielt nun den Namen Carthago Nova. Vor allem Silberminen in der Umgebung haben offensichtlich das Interesse an einer Neubesiedlung erweckt, so dass sie schnell wieder an Bedeutung gewann. Die Stadt wurde von Sextus Pompeius im Bürgerkrieg erobert und erhielt kurz darauf durch Gaius Iulius Caesar den Status einer Kolonie. Augustus nannte sie in Colonia Victrix Iulia Nova Carthago um. Unter Diokletian wurde sie Hauptstadt der neu eingerichteten Provinz Carthaginiensis. 425 wurde die Stadt durch die Vandalen zerstört, um 475 wurde sie westgotisch. Im Jahr 551 wurde sie von dem byzantinischen Kaiser Justinian I. zurückerobert, der sie zur Hauptstadt der Provinz Spania machte. 625 wurde sie dann aber wiederum westgotisch.
Die römische Stadt war nach einem schachbrettartigen Plan angelegt, wobei es Unregelmäßigkeiten gab. Im Zentrum der Stadt stand das Forum mit einem Kapitol. Im Süden der Stadt konnte ein großes Theater und östlich davon ein Amphitheater lokalisiert werden.